# Marenzi

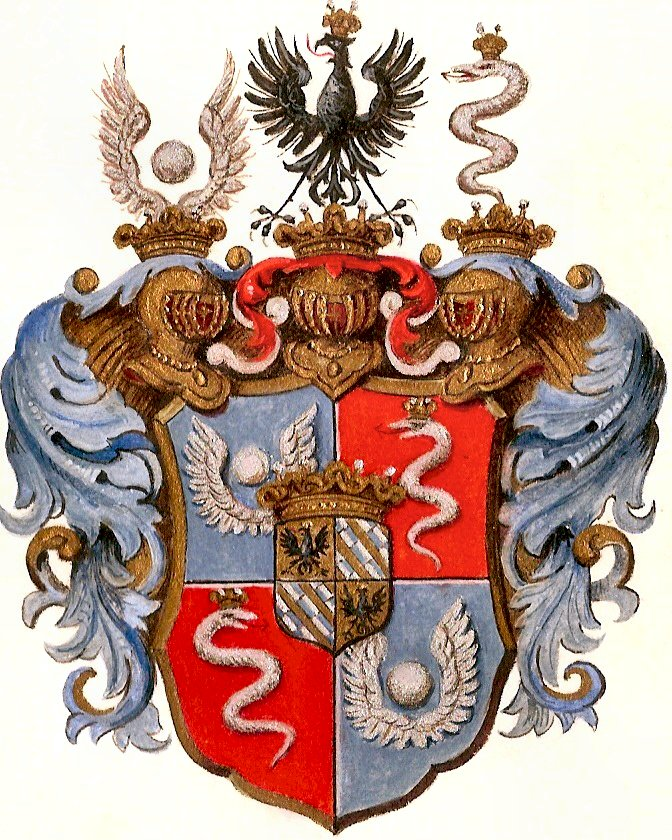
Wapen van de familie de Marenzi

De Marenzi was een familie van Italiaanse en Zuid-Nederlandse adel.

## Rudolphe de Marenzi
Rudolphe de Marenzi behoorde tot een in Triëst gevestigde adellijke familie. Hij was baron van het Heilige Roomse Rijk. Hij was luitenant in Oostenrijkse dienst en kwam met zijn regiment in de Oostenrijkse Nederlanden. Een tak van de familie Marenzi was sinds verschillende generaties in Triëst gevestigd en verschillende leden behoorden tot de stadsbestuurders of bekleedden hoge militaire functies. Op het einde van de zeventiende eeuw was Antonio de Marenzi bisschop van Triëst.
In 1722 trouwde hij in Brugge met Angelique Veranneman (1698-1730), dochter van Joseph-Paul de Wree, dit Veranneman en van Claire van Altere.
Het echtpaar verhuisde naar Triëst, waar Marenzi gouverneur-generaal werd voor de Dalmatisch-Oostenrijkse kust.

## François sr. de Marenzi
François Joseph Xavier Modeste de Marenzi (Triëst, 1725 - Brugge, 28 september 1807), zoon van bovengenoemden, was naast baron van het Heilige Roomse Rijk, ook Palatijnse graaf, markies van Loyola, graaf van Talgem en Talgot, heer van Mont Marenzi, van de vallei van Saint Martin, van Marensfeld en van Schenk. Hij werd officier in het Oostenrijkse keizerlijk leger.
In 1757 kwam hij in Brugge trouwen met Caroline de Gayaffa (1725- ) dochter van markies Louis-François de Gayaffa (1688-1741), 'majoor' van de stad Brugge, en van Thérèse de Tollenaere. Zij was de weduwe van Barthelemy van Ophoven († 1755), schepen van Brugge. Naast de twee dochters die ze had uit haar eerste huwelijk, kreeg Caroline twee zoons, François jr. en Bruno.
Het echtpaar vestigde zich in Brugge en woonde in het 'Huis ter Beke' Riddersstraat (nu nr. 1). Hij integreerde volledig in de groep van Brugse edellieden en werd in 1771 schepen van het Brugse Vrije. Als zomerverblijf bezat hij een kasteel in Loppem.
De Marenzi bezat een kunstverzameling die hij van Triëst naar Brugge bracht. In 1767 werd een veiling gehouden van een aantal schilderijen van de vermaerste italiaensche en vlaamsche meesters en van 145 edelstenen die gevonden waren bij de opgravingen in Herculaneum en Aquilea.

## François jr. de Marenzi
François Marc Nicolas de Marenzi (Brugge, 25 april 1759 - 26 december 1849) trouwde in 1785 met zijn zestien jaar oudere nicht, Marie-Josèphe de Tollenaere (1743-1828). Na officier te zijn geweest in het regiment d'Arberg, werd hij kapitein van de Burgerlijke wacht in Brugge. Hij was ook raadslid en schepen van Brugge tijdens de korte periode van de laatste Oostenrijkse restauratie (1793-1794).
Na 1828 ging de Marenzi eerst in de Peterseliestraat, vervolgens in het Verbrand Nieuwland wonen, in woningen die hij deelde met de ambtenaar van de accijnzen Charles de Donquers. In 1850 werd zijn kunstcollectie geveild, bestaande uit werken van Vlaamse, Hollandse, Duitse, Franse en Italiaanse meesters.

## Bruno de Marenzi
Bruno Ferdinand Rodolf de Marenzi (Brugge, 27 juni 1763 - 1854), meestal de Marenzi de Marensfeld genoemd, trouwde in 1792 met Thérèse Zoetaert (1765-1835). Ook hij speelde een zeer kortstondige politieke rol in 1792 en was ook ontvanger van Vlissegem en Houtave. Voor het overige was hij grondeigenaar en rentenier. Onder het Verenigd Koninkrijk der Nederlanden werd hij in 1823 erkend in de erfelijke adel met de titel baron, overdraagbaar op alle afstammelingen. Na, tot aan de dood van vader François te hebben ingewoond in het huis Ridderstraat 1, verhuisde het echtpaar naar een aangekocht huis in de Braambergstraat, dat in de jaren 1821 tot 1829 grondig in empirestijl werd verbouwd. Als kinderen kregen ze:
- Charlotte (of Caroline) (1792-1878) die trouwde met Donatien Deys, ontvanger van de Burgerlijke godshuizen in Brugge.
- Ignace (1793, jong gestorven).
- Silvia (1795, jong gestorven).
- Adolphe (1797-1862), die trouwde met Marie-Anne Galland de Carnières (1792-1874).
  - Leonie de Marenzi (1819-1884), die trouwde met Eugène van Duerne de Damast (1816-1898), ontvanger van belastingen.
  - Emile de Marenzi (Sint-Andries, 1825-1897), die vrijgezel bleef en in wie als laatste Brugse Marenzi, die overleed op zijn kasteel Noordveld in Sint-Andries, de naam van deze familietak uitdoofde.
- Jeanne (jong gestorven).
- Justin (1805-1865), vrijgezel gebleven.
- René (maart tot juni 1806).